# Malala Yousafzai
Malala Yousafzai  (în paștună: ملاله یوسفزۍ‎; în urdu: ملالہ یوسف زئی‎ Malālah Yūsafzay, n. 12 iulie 1997) este o activistă și producătoare de film pakistaneză, cunoscută pentru militantismul privind problemele societății islamice, în special discriminarea împotriva fetelor în educație.
Aceste probleme au fost dezvăluite într-un blog pe care l-a scris către BBC în 2009.
În anul următor, cotidianul „The New York Times” realizează un documentar cu acest subiect în care Malala Yousafzai este protagonistă.
Ca urmare a încălcării interdicției dictate de talibani ca fetele să nu meargă la școală, Malala a căzut victimă atentatului din 9 octombrie 2012. Atunci un grup de talibani au oprit autobuzul școlar în care se afla Malala și au deschis focul asupra ei. Adolescenta a fost grav rănită la cap, însă a scăpat cu viață fiind operată în spitalul militar din Peshawar.
Ca prețuire a activității sale, este nominalizată pentru premiul International Children's Peace Prize, publicația "Time" o situează printre primii 100 oameni ai lumii și este nominalizată pentru Premiul Nobel pentru Pace pe anul 2014.
La 10 octombrie 2014 i se decernează Premiul Nobel pentru Pace (pe care îl primește împreună cu Kailash Satyarthi) „pentru lupta împotriva asupririi copiilor și tinerilor și pentru dreptul tuturor copiilor la educație”.

## Cărți
- Eu sunt Malala (2013)
- Eu sunt Malala (ediție pentru copii, 2014)
- Malala și creionul magic (2017)
- Suntem dezrădăcinate (2019)